# Flying Legend
Flying Legend SRL es un fabricante de aviones italiano con sede en Caltagirone, especializado en el diseño y fabricación de réplicas de aviones históricos, especialmente en versiones del Embraer EMB 312 Tucano. 
La empresa es un proyecto de colaboración entre MGA y Barum, organizada como una Sociedad de Responsabilidad Limitada Italiana.

## Aeronaves
| Nombre del modelo                        | Primer vuelo | Número construido | Tipo                                        |
| ---------------------------------------- | ------------ | ----------------- | ------------------------------------------- |
| Flying Legend Hawker Hurricane - Replica | 2011         |                   | Réplica a escala del Hawker Hurricane       |
| Flying Legend Tucano - Replica           | 2011         |                   | Réplica a escala del Embraer EMB 312 Tucano |
| Flying Legend Tucano R - "Experimental"  | 2011         |                   | Réplica a escala del Short Tucano           |
| Flying Legend Tucano R - "Light Sport"   | 2011         |                   | Réplica a escala del Short Tucano           |

## Productos
Flying Legend ofrece kits de ensamblaje básicos, avanzados y de armado rápido. Todos incluyen fuselaje, ala, empenaje, kit de control de vuelo, tren de aterrizaje fijo, tanques de aluminio y capota. Así como piezas de hardware necesarias para el montaje de la aeronave. 
Se estima que un constructor amateur necesita 1100 horas para ensamblar el kit básico, 700 a 800 horas para el kit avanzado y 300 a 350 horas para el kit de ensamblaje rápido.

## Clientes

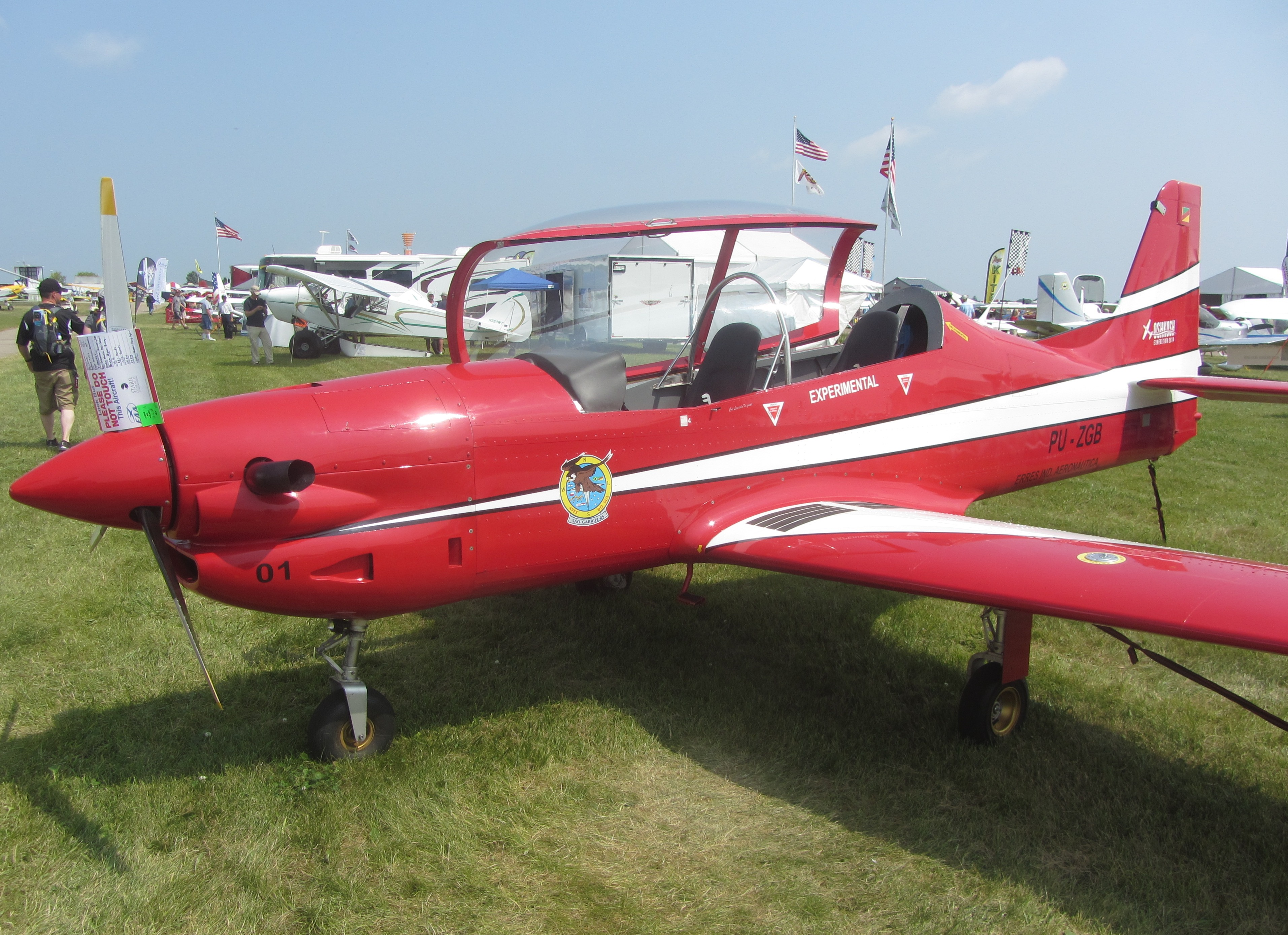
Flying Legend Tucano Replica

La Fuerza Aérea de República Dominicana emprendió en 2023 el proyecto DULUS TP 75 para construir aeronaves de entrenamiento y patrullaje basadas en el Tucano Replica 915S. Estos cuentan con motor turbo cargado Rotax 915 iS de hélice que permite alcanzar 287 km/h o 115 nudos, y una autonomía de 1.166 km.
Estas aeronaves fueron bautizadas como Cigua Palmera en honor al ave nacional dominicana.